# 奥斯曼旗帜

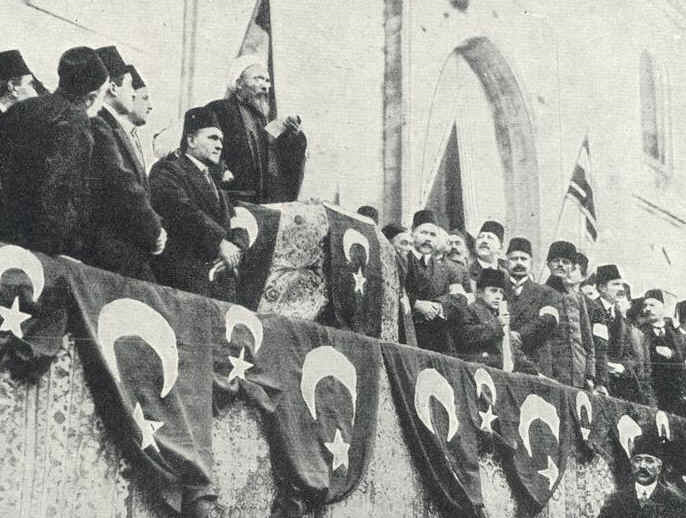
谢赫伊斯兰于1914年与第一次世界大战同盟国宣布发动圣战 ，奥斯曼帝国国旗放置在讲台前

奥斯曼旗帜是指奥斯曼王朝苏丹使用的任何一面旗帜，包括奥斯曼帝国的各种旗帜，以及苏丹在不同场合使用的旗帜。由于奥斯曼帝国复杂的社会及政治组织，在1844年以前，并不存在唯一的适当的“国”旗。直到1844年，作为坦志麥特改革的一部分，第一面奥斯曼国旗被通过。这面国旗，有一颗五角星和一弯月亮，这也是当今土耳其国旗的雏形。

## 从加齊到帝王的旗帜 (1299-1453)

1299-1453
卡耶部族的塔木加旗幟 ?—1326年
奥斯曼帝国国旗，1299年－1453年
奥斯曼人旗帜，1326年－1517年
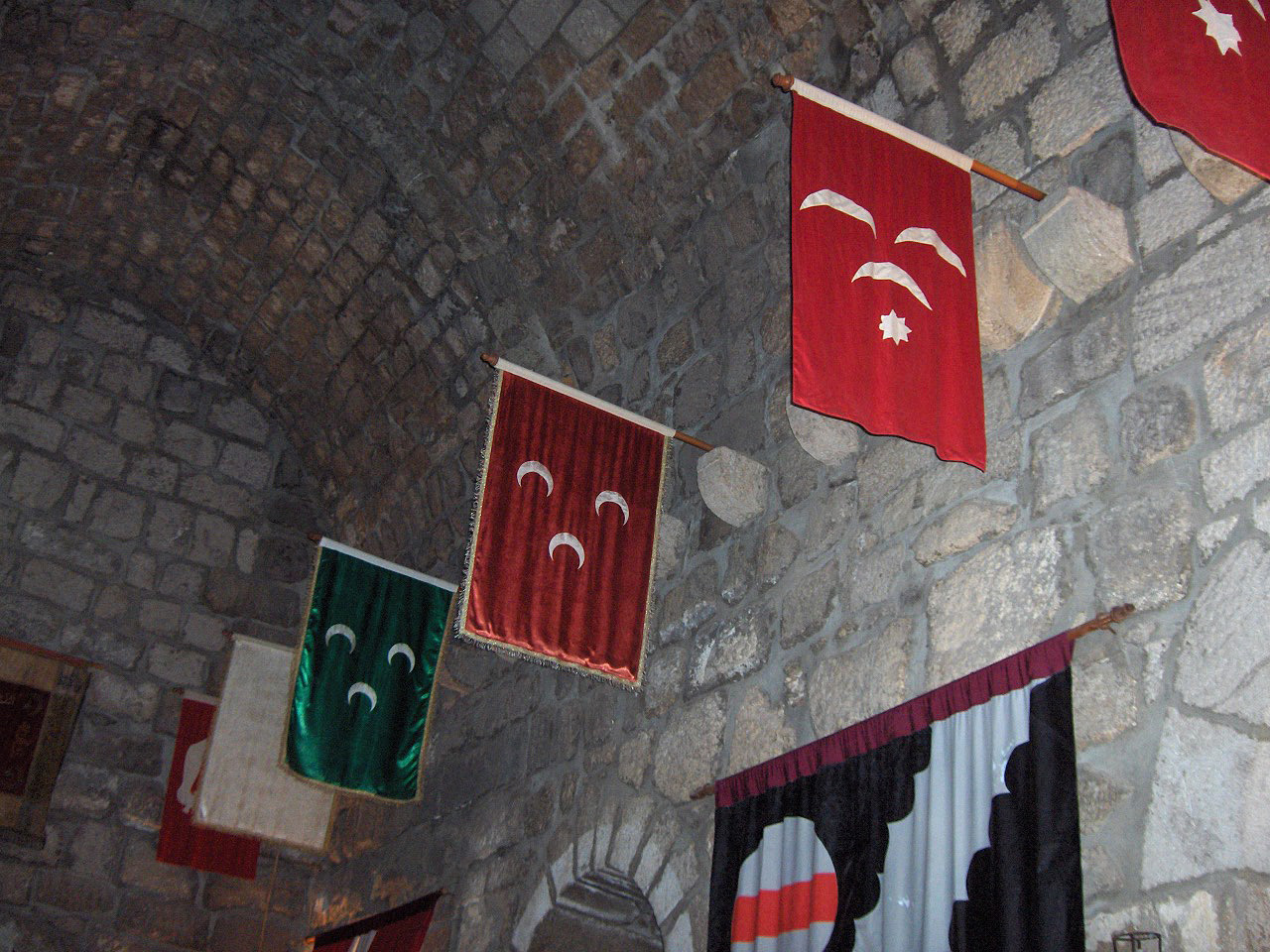
从左到右：阿尔及利亚海盗旗；由赛尔柱苏丹梅苏德二世授予奥斯曼一世的旗帜（1289年）；奥斯曼海军旗（16世纪）；奥斯曼军旗（16世纪）；奥斯曼军旗（17世纪）

直到奥斯曼人1453年攻占君士坦丁堡之前，他们还不为人所知。在1299年，效力于瑟于特的一个加齊军阀，這位著名的加齊即是創立奥斯曼帝国的奠基者奥斯曼一世，正是因為擁有加齊这个头衔，让这个帝国得以成立。这个称号是继承自他父亲埃尔图鲁尔加齐继承自他父亲蘇萊曼沙阿继承自他父亲卡亞·阿爾普的，这使事情回溯到卡耶部族还是一个居住在汗腾格里峰上居住的乌古斯人游牧民族的巡回部落的时候。
他的儿子乌尔汗的理解很不同，他以为他继承了父亲继承的东罗马帝国，甚至娶了一个拜占庭公主。他的国旗结合了巴列奥略王朝的旗帜 （页面存档备份，存于）和卡耶部族的旗帜，并用后者取代了卡耶的部落徽记。

奥斯曼的孙子穆拉德一世，出生在他父亲梦寐以求的罗马，但他讽刺性地颠倒了父亲的政策，为领地确立了一个新的名分，声明切断所有与罗马的部落从属关系，并成立了一个新的国家奥斯曼帝国。为什么说红色是最完美的颜色，到目前为止我们一无所知。它并非部落的传统颜色（其中为白色和金色）或土耳其人流行色（通常为蓝色、白色和金色）。这可能是与罗马人相关的颜色，并导致我们认为他并没有与罗马扯断关系的愿望。红色也可能仅仅是他最喜欢的颜色，就像拿破仑与意大利国旗上的绿色条一样。

## 奥斯曼帝国政府 (1453-1793)
- 1453-1793
- 奥斯曼帝国国旗 1453年－1517年
- 奥斯曼战旗 1500年－1793年
- 奥斯曼帝国国旗 1517年－1844年
- 奥斯曼海军军旗 1453年－1793年
- 奥斯曼上将旗1453年－1793年
- 穆斯林商船旗 1453年－1793年
- 犹太人商船旗 1453年－1793年
- 拉丁人（通常为阿尔巴尼亚人）商船旗 1453年－1793年
- 东正教徒商船旗 1453年－1793年

原来的国旗变化不大，增加金新月只是修饰其外观。从18世纪开始出现矩形旗帜，而非三角旗帜，但变化不大。金色实际上是金丝绸，并替代白布而不是染黄的布使用，因为并非所有人都能用这样的奢侈品。
新月是拜占庭和君士坦丁堡古老的象征，而这仅仅是作为其成为奥斯曼帝国象征的重要原因之一，而非唯一的原因。在一些土耳其部族和王国，新月形符号被广泛使用。新月流行于非罗马奥斯曼文明发源地波斯，并且和卡由部族部落印记十分相似的汗国等奥斯曼国家开始出现。新月成为了奥斯曼帝国强有力的信息和过去与未来相融合的适当的符号。
土耳其控制君士坦丁堡和博斯普鲁斯后，迎来了担心他们在爱琴海和黑海的利益和殖民地的新的商业机会和竞争对手威尼斯和热那亚。奥斯曼帝国认为需要一个强有力的海军和商船。其中包括海军识别旗（包括指挥舰旗）和一套基于宗教的商船旗，因为奥斯曼法律有差别对待不同的宗教。海军系统也有个别船舰和指挥官的旗帜，但这些不属于“奥斯曼”旗帜。
奥斯曼帝国向犹太教徒和基督教徒额外征税，但“米利特”、罗马人和东正教徒有一定的权利和特权，天主教徒却没有，并且出于宗教原因，只有犹太人能够从事某些金融活动，所以那个时候，有一套按宗教阶级收税的制度。
天主教徒是地位最低下的，他们要纳比其他非穆斯林还要多的税，并且没有一丝特权和好处。这并非是很多不部分情绪的根源，但是大部分在奥斯曼帝国的天主教重商主义者居住在他们自己的国家拉古萨共和国。只有一些来自都拉斯的阿尔巴尼亚商人和（后来的）来自斯普利特的克罗地亚人还在奥斯曼帝国挣扎。
虽然在今天这是令人难以置信的宗教歧视制度，但事实上，在那个时候，这是比其他巴尔干地区更公平的制度，虽然这些规则让贵族很难让他们的农奴逃离奥斯曼帝国。
随着叙利亚和埃及被征服，一面新的帝国国旗成为了当务之急。在国旗上曾经有过很多新月，但最后只保留三个：非洲的埃及，亚洲的阿拉伯帝国，欧洲的羅姆。

## 改革和衰落 (1793-1922)

1453-1793
奥斯曼海军军旗，所有战船都悬挂 1793—1844
奥斯曼魯米利亞旗[2] 1793—1844
奥斯曼帝国国旗 1517年－1844年
奥斯曼陆军军旗 1793—1923
奥斯曼民用与商船旗 1793—1923
穆斯林商船旗 1453年－1793年
犹太人商船旗 1453年－1793年
拉丁人（通常为阿尔巴尼亚人）商船旗 1453年－1793年
东正教徒商船旗 1453年－1793年

### 坦志麦特改革以后 (1844-1922)

1453-1793

1844-1922
奥斯曼土耳其陆军军旗，上面有八角星和新月1793—1844
奥斯曼帝国最后一面旗帜，坦志麦特改革以后的第一面奥斯曼国旗 1844—1922
奥斯曼土耳其陆军军旗，上面有八角星和新月1793—1844
奥斯曼帝国最后一面旗帜，坦志麦特改革以后的第一面奥斯曼国旗 1844—1922
奥斯曼陆军军旗 1793—1923
奥斯曼民用与商船旗 1793—1923

按照新的秩序改革，奥斯曼陆军军旗为红色，而红色也是世俗机构旗帜的颜色，绿色则为宗教机构旗帜的颜色。所有宗教机构被“分拆”，虽然苏丹依然有“哈里发”这一宗教身份，但苏丹领地依然被世俗化。海军经历了彻彻底底的现代化改革，但相对于陆军而言，海军的改革还是及其微不足道的。
陆军被完全改编。苏丹亲兵被撤销，而不少苏丹亲兵因为抵制改革而被打死。当然，也使用了一面新的军旗的设计，没有超越亲兵的宗教色彩的颜色，而且当日参照了欧洲军队的标准，这是目前为止奥斯曼帝国官方唯二的双色旗之一。
推进新的秩序改革，帝国推行了中央集权而且各种分领地，帕夏领地，省督辖区和酋长国被废除，包括奥斯曼苏丹领地。设计新的国旗是为了用一面单一的国旗取代所有这些旗帜。推行的旗帜包括五角星和新月，这也是现代土耳其国旗的雏形。世俗化使各个宗教在法律下变得平等，摒弃有关宗教制度的复杂的税收和商品的等级制度，所以这面设计简单的国旗成为了所有奥斯曼人的民用旗。

## 1922–1924

1922–1924
奥斯曼帝国哈里发的旗帜1922–1924

## 与土耳其共和国国旗的关系

1936年5月29日土耳其国旗法通过后的土耳其的现行旗帜

第一次世界大战后，奥斯曼帝国垮台，土耳其共和国建立（参见土耳其独立战争）新的土耳其国旗基本上保持了奥斯曼帝国1844年的最后一面国旗的设计，但引进了比例的标准化。土耳其国旗是在红色的旗底上，有一弯新月和五角星的旗帜，自1936年以来，土耳其通过并规范了土耳其国旗法（土耳其語：Türk Bayrağı Kanunu）。

## 苏丹的个人旗帜
通常在粉色或亮红色的背景下，通过帝国旗帜来展示苏丹的花押，伊斯兰教的宗教颜色为绿色，而且很多奥斯曼旗帜是暗绿色的（要不然就是单纯的绿旗，要不然上面就有星星和白色或黄色的新月）很多皇家旗帜上都有楚菲卡剑。直到1862年，苏丹的旗帜为绿色的，上面水平分布着七条红色细线。

鄂圖曼帝國蘇丹代表旗
鄂圖曼帝國蘇丹代表旗
鄂圖曼帝國蘇丹海軍代表旗

## 旗杆
在旗杆上往往装饰着新月，狼头，马尾或古兰经盒。此外，旗帜上经常带着一些小旗，队旗，图标和其它具有象征意义的物品（例如蘇丹用来阅兵的大锅，用來賜宴給禁衛軍）。